# Astragalus pseudobabatagi
Astragalus pseudobabatagi là một loài thực vật có hoa trong họ Đậu. Loài này được M.G.Pakhomova & Rassul. miêu tả khoa học đầu tiên.